# Deniya scotti
Deniya scotti är en stekelart som först beskrevs av Heinrich 1934.  Deniya scotti ingår i släktet Deniya och familjen brokparasitsteklar.

## Underarter
Arten delas in i följande underarter:
- D. s. meridionalis
- D. s. sumatrana